# Chicago Convention and Tourism Bureau

Chicago Convention and Tourism Bureau (Agence de Chicago pour les conventions et le tourisme) ou CCTB, existe afin de promouvoir la ville de Chicago pour le voyage de loisirs et l'organisation de congrès.
Le CCTB travaille en partenariat avec le Metropolitan Pier & Exposition Authority, l'office de tourisme de Chicago, la ville de Chicago, le département du commerce de l'Illinois et le Bureau des opportunités économiques du Tourisme, ainsi que de nombreuses autres associations liées à Chicago. Elle est la seule entité de vente du McCormick Place et de la jetée Navy pour les congrès et salons professionnels.

## Histoire
Le CCTB a été fondé en 1970 par la fusion de la Convention de Chicago et Bureau des visiteurs et le Conseil du tourisme du grand Chicago. Il a été l'agent principal de vente pour la McCormick Place et l'Autorité de l'exposition métropolitaine de la Foire en 1980.